# Temný anděl (film)
Temný anděl (v originále I Come in Peace a v alternativním názvu Dark Angel) je americký sci-fi akční film z roku 1990, který režíroval Craig R. Baxley. V hlavních rolích se představili Dolph Lundgren, Brian Benben, Betsy Brantley a Matthias Hues. Film byl v USA uveden 28. září 1990.
Příběh sleduje nekonformního policistu, který se zaplete do vyšetřování záhadných vražd spojených s drogami v ulicích Houstonu v Texasu.
Původní název filmu byl Dark Angel, ale distributor Triumph Releasing jej změnil na I Come in Peace, aby se vyhnul záměně s dvěma staršími filmy The Dark Angel (z let 1925 a 1935).

## Děj
Houstonský detektiv Jack Caine se snaží zničit gang White Boys, který zabíjí jeho kolegy. Gang, vedený Victorem Manningem, pašuje drogy pod rouškou luxusních aut a drahých obleků. Když ukradnou heroin z federálního skladu, FBI přidělí Caineovi partnera Larryho Smithe.
Caine zjistí, že v Houstonu dochází k podivným smrtím spojeným s drogami. Oběti mají v těle heroin, ale příčinou smrti je díra v čele. Tyto vraždy páchá mimozemšťan Talec, který extrahuje endorfiny z mozků obětí. Je pronásledován dalším mimozemšťanem Azeckem, který je policistou z jeho planety.
Azeck vysvětluje Caineovi a Smithovi, že Talec vyrábí drogu Barsi z endorfinů a pokud nebude zastaven, přiletí na Zemi tisíce mimozemských dealerů. Azeck umírá, ale Smith si nechá jeho zbraň. Caine varuje Smithe před jeho nadřízeným Switzerem, který chce s Talecem vyjednávat.
Caine a Smith najdou Taleca v průmyslovém komplexu, kde ho zabijí. S Talecovou smrtí je mise splněna a hrozba invaze mimozemských dealerů je zažehnána. Caine navrhne Smithovi, aby navštívili Manninga.

## Obsazení
- Dolph Lundgren jako detektiv Jack Caine, houstonský policista vyšetřující sérii vražd spojených s drogami.
- Brian Benben jako zvláštní agent Arwood "Larry" Smith, agent FBI a Caineův nový partner.
- Betsy Brantley jako Diane Pallone, koronerka a Caineova přítelkyně.
- Matthias Hues jako Talec, mimozemský dealer drog.
- Jay Bilas jako Azeck, mimozemský policista. Na rozdíl od Taleca mluví plynně anglicky.
- Jim Haynie jako kapitán Malone, Caineův nadřízený.
- David Ackroyd jako inspektor Switzer, Smithův nadřízený.
- Sherman Howard jako Victor Manning, drogový boss a šéf White Boys.
- Sam Anderson jako Warren, Manningův zástupce.
- Alex Morris jako detektiv Ray Turner, Caineův původní partner. Byl zabit White Boys během policejní akce